# Winter X Games XV
De Winter X Games XV werden gehouden van 27 tot en met 30 januari 2011 in Aspen, Colorado. Het was de tiende opeenvolgende editie die in Aspen werd gehouden.

## Medailles

### Mannen
| Onderdeel         | Goud              | Goud           | Zilver                | Zilver         | Brons             | Brons          |
| Freestyleskiën    | Freestyleskiën    | Freestyleskiën | Freestyleskiën        | Freestyleskiën | Freestyleskiën    | Freestyleskiën |
| ----------------- | ----------------- | -------------- | --------------------- | -------------- | ----------------- | -------------- |
| Big air           | Alex Schlopy      | USA            | Bobby Brown           | USA            | Sammy Carlson     | USA            |
| Halfpipe          | Kevin Rolland     | FRA            | Torin Yater-Wallace   | USA            | Simon Dumont      | USA            |
| Monoski           | Josh Dueck        | CAN            | Brandon Adam          | USA            | Sean Rose         | GBR            |
| Ski cross         | John Teller       | USA            | Christopher Del Bosco | CAN            | Casey Puckett     | USA            |
| Slopestyle        | Sammy Carlson     | USA            | Russ Henshaw          | AUS            | Andreas Håtveit   | NOR            |
| Snowboarden       |                   |                |                       |                |                   |                |
| Best Method       | Scotty Lago       | USA            | Ross Powers           | USA            | Chas Guldemond    | USA            |
| Big air           | Torstein Horgmo   | NOR            | Sebastien Toutant     | CAN            | Sage Kotsenburg   | USA            |
| Halfpipe          | Shaun White       | USA            | Scotty Lago           | USA            | Louie Vito        | USA            |
| Snowboardcross    | Nick Baumgartner  | USA            | Kevin Hill            | CAN            | Nate Holland      | USA            |
| Slopestyle        | Sebastien Toutant | CAN            | Mark McMorris         | CAN            | Tyler Flanagan    | USA            |
| Street            | Nic Sauve         | CAN            | Louis-Felix Paradis   | CAN            | Simon Chamberlain | CAN            |
| Snowmobiles       |                   |                |                       |                |                   |                |
| Best trick        | Daniel Bodin      | SWE            | Caleb Moore           | USA            | Heath Frisby      | USA            |
| Freestyle         | Daniel Bodin      | SWE            | Justin Hoyer          | USA            | Caleb Moore       | USA            |
| Snocross          | Tucker Hibbert    | USA            | Ross Martin           | USA            | Robbie Malinoski  | CAN            |
| Snocross adaptive | Mike Schultz      | USA            | Jeff Tweet            | USA            | Jim Wazny         | USA            |
| Speed & style     | Joe Parsons       | USA            | Heath Frisby          | USA            | Cory Davis        | USA            |

### Vrouwen
| Onderdeel      | Goud               | Goud           | Zilver                  | Zilver         | Brons               | Brons          |
| Freestyleskiën | Freestyleskiën     | Freestyleskiën | Freestyleskiën          | Freestyleskiën | Freestyleskiën      | Freestyleskiën |
| -------------- | ------------------ | -------------- | ----------------------- | -------------- | ------------------- | -------------- |
| Halfpipe       | Sarah Burke        | CAN            | Brita Sigourney         | USA            | Rosalind Groenewoud | CAN            |
| Ski cross      | Kelsey Serwa       | CAN            | Ophélie David           | FRA            | Fanny Smith         | SUI            |
| Slopestyle     | Kaya Turski        | CAN            | Keri Herman             | USA            | Grete Eliassen      | NOR            |
| Snowboarden    |                    |                |                         |                |                     |                |
| Halfpipe       | Kelly Clark        | USA            | Kaytlin Farrington      | USA            | Elena Hight         | USA            |
| Snowboardcross | Lindsey Jacobellis | USA            | Callan Chythlook-Sifsof | USA            | Déborah Anthonioz   | FRA            |
| Slopestyle     | Enni Rukajärvi     | FIN            | Jenny Jones             | GBR            | Jamie Anderson      | USA            |

### Medaillespiegel
| Plaats | Land                | Goud | Zilver | Brons | Totaal |
| 1      | Verenigde Staten    | 11   | 14     | 14    | 39     |
| 2      | Canada              | 6    | 5      | 3     | 14     |
| 3      | Zweden              | 2    | 0      | 0     | 2      |
| 4      | Frankrijk           | 1    | 1      | 1     | 3      |
| 5      | Noorwegen           | 1    | 0      | 2     | 3      |
| 6      | Finland             | 1    | 0      | 0     | 1      |
| 7      | Verenigd Koninkrijk | 0    | 1      | 1     | 2      |
| 8      | Australië           | 0    | 1      | 0     | 1      |
| 9      | Zwitserland         | 0    | 0      | 1     | 1      |
| Totaal | Totaal              | 22   | 22     | 22    | 66     |